# Čch’-feng
Čch’-feng (čínsky pchin-jinem Chìfēng, znaky 赤峰市, mongolsky ᠤᠯᠠᠭᠠᠨᠬᠠᠳᠠ – Улаанхад – Ulánchad) je městská prefektura v Čínské lidové republice. Leží v jihovýchodní části provincie Vnitřní Mongolsko na řece Si-liao-che. Má rozlohu 90 275 čtverečních kilometrů a při sčítání lidu v roce 2010 v ní žilo přes čtyři miliony obyvatel.

## Poloha
Čch’-feng leží na jihovýchodním okraji pohoří Velký Chingan, na severním okraji pohoří Jen, ve východní části Mongolské plošiny. Sousedí na jihu s městskou prefekturou Čcheng-te (v Che-peji), na západě s ajmagem Si-lin-kuo-le, na severovýchodě s městskou prefekturou Tchung-liao a na jihovýchodě s Čchao-jangem (v Liao-ningu).